# Tonnay-Charente
Tonnay-Charente ist eine französische Gemeinde mit 8248 Einwohnern (Stand 1. Januar 2022) im Département Charente-Maritime in der Region Nouvelle-Aquitaine.

## Geographie
Die Kleinstadt liegt am nördlichen Ufer des Flusses Charente.
Nachbargemeinden von Tonnay-Charente sind Muron im Norden, Genouillé im Nordosten, Moragne und Lussant im Osten, Cabariot im Südosten, Saint-Hippolyte im Süden, Rochefort im Westen und Loire-les-Marais im Nordwesten.

## Bevölkerungsentwicklung
| Jahr      | 1962 | 1968 | 1975 | 1982 | 1990 | 1999 | 2007 | 2018 |
| Einwohner | 5732 | 6332 | 6430 | 6380 | 6814 | 6628 | 7434 | 8048 |

## Sehenswürdigkeiten
Siehe auch: Liste der Monuments historiques in Tonnay-Charente
- Schloss der Herzöge von Mortemart, eine Nebenlinie des Hauses Rochechouart, heute Sanatorium des Roten Kreuzes
- Kirche Saint-Étienne (Ende 11. Jahrhundert, Wiederaufbau 1588/94 sowie im 19. Jahrhundert)
- Priorat Saint-Eloy de la Perrière
- Waschhaus von Fontsèche

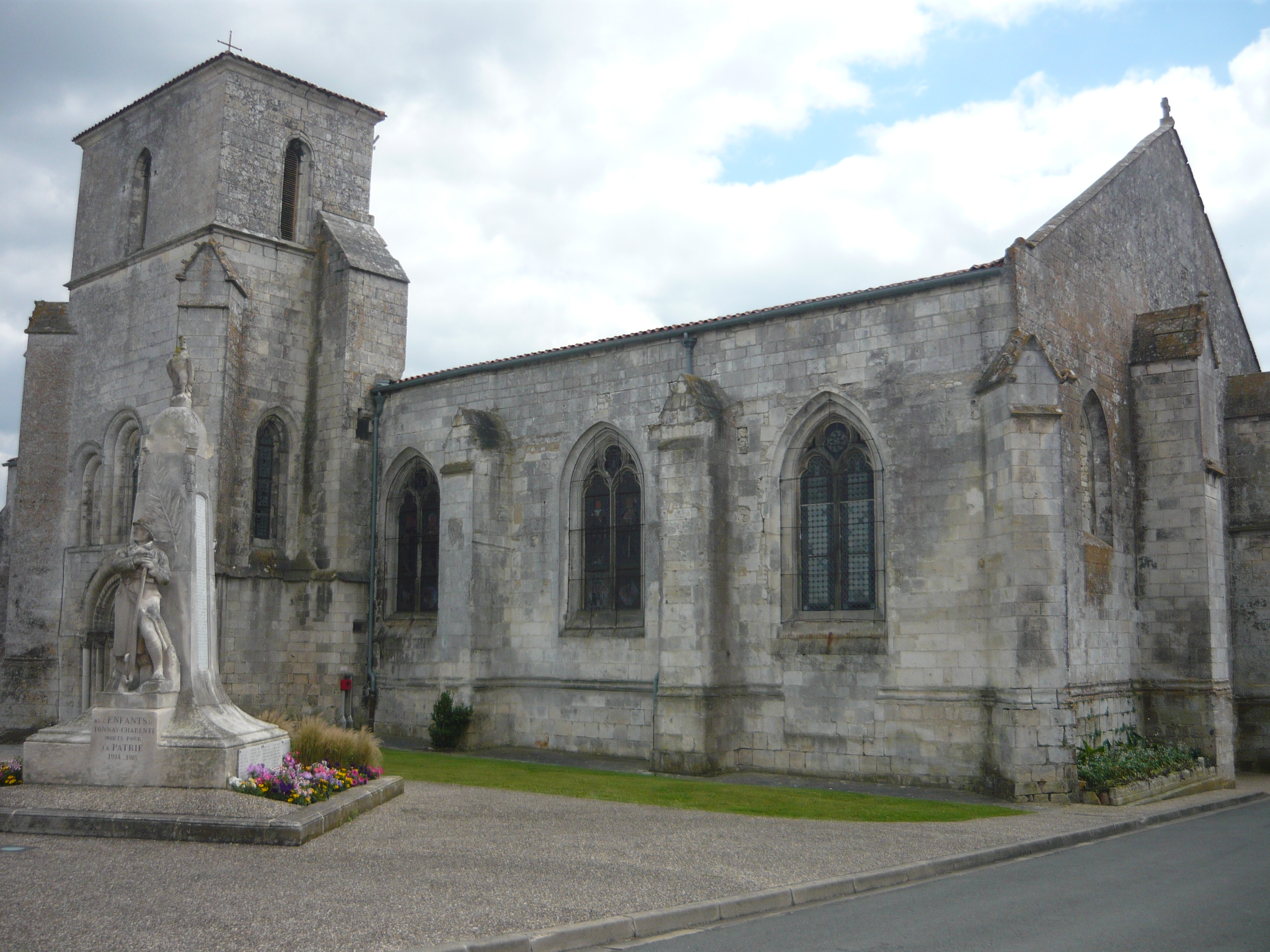
Kirche Saint-Étienne
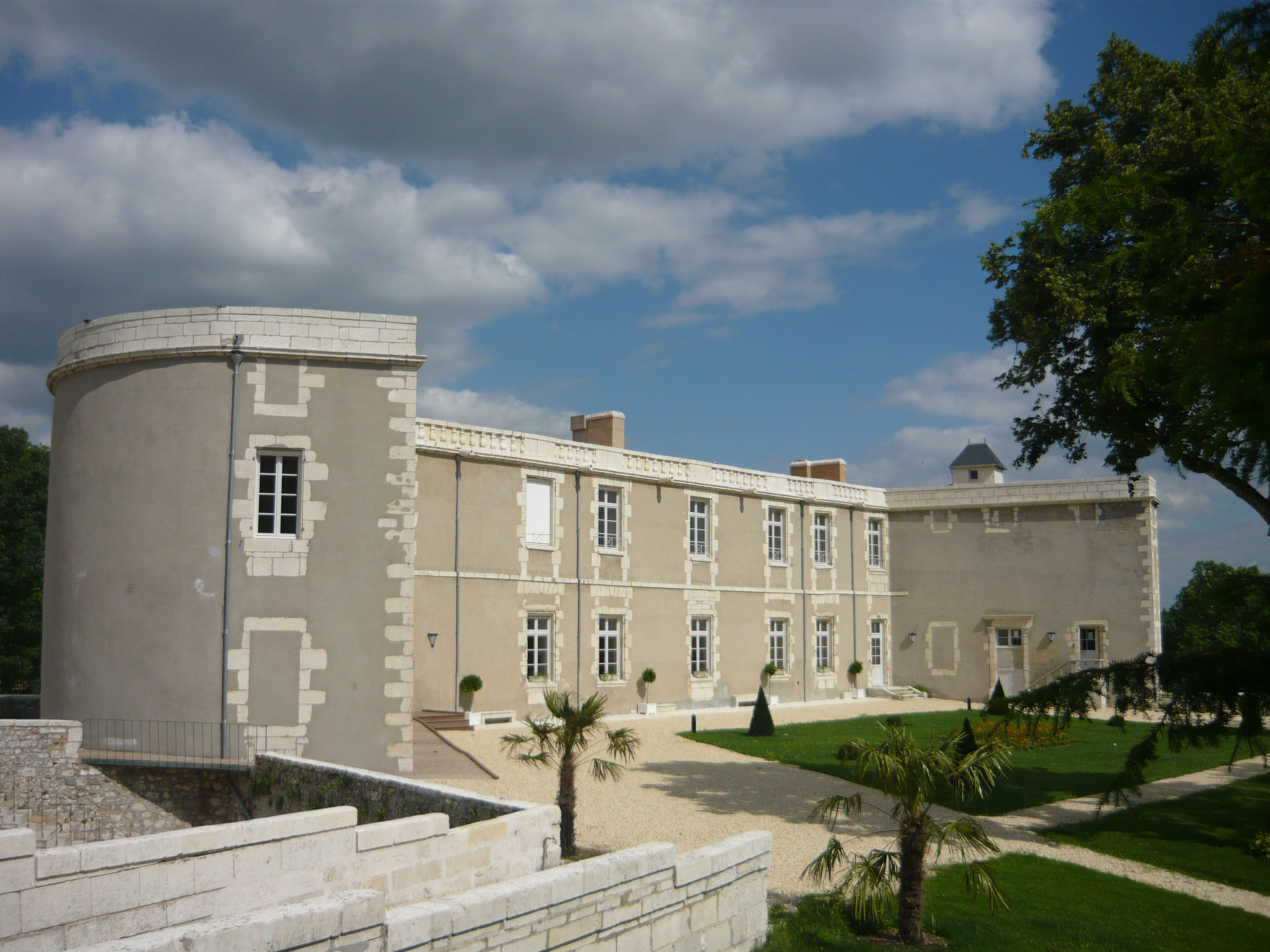
Schloss der Herzöge von Mortemart
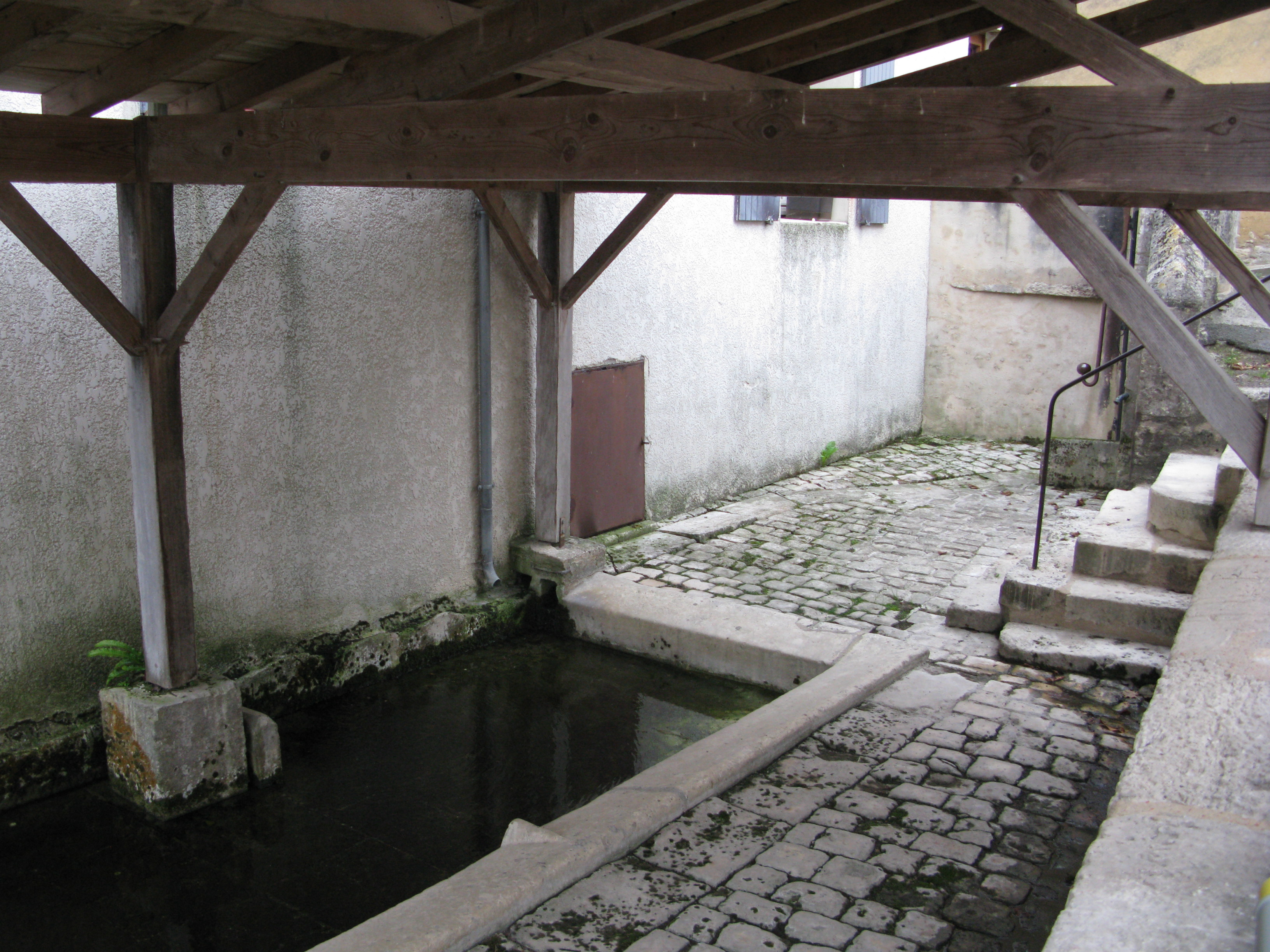
Waschhaus von Fontsèche
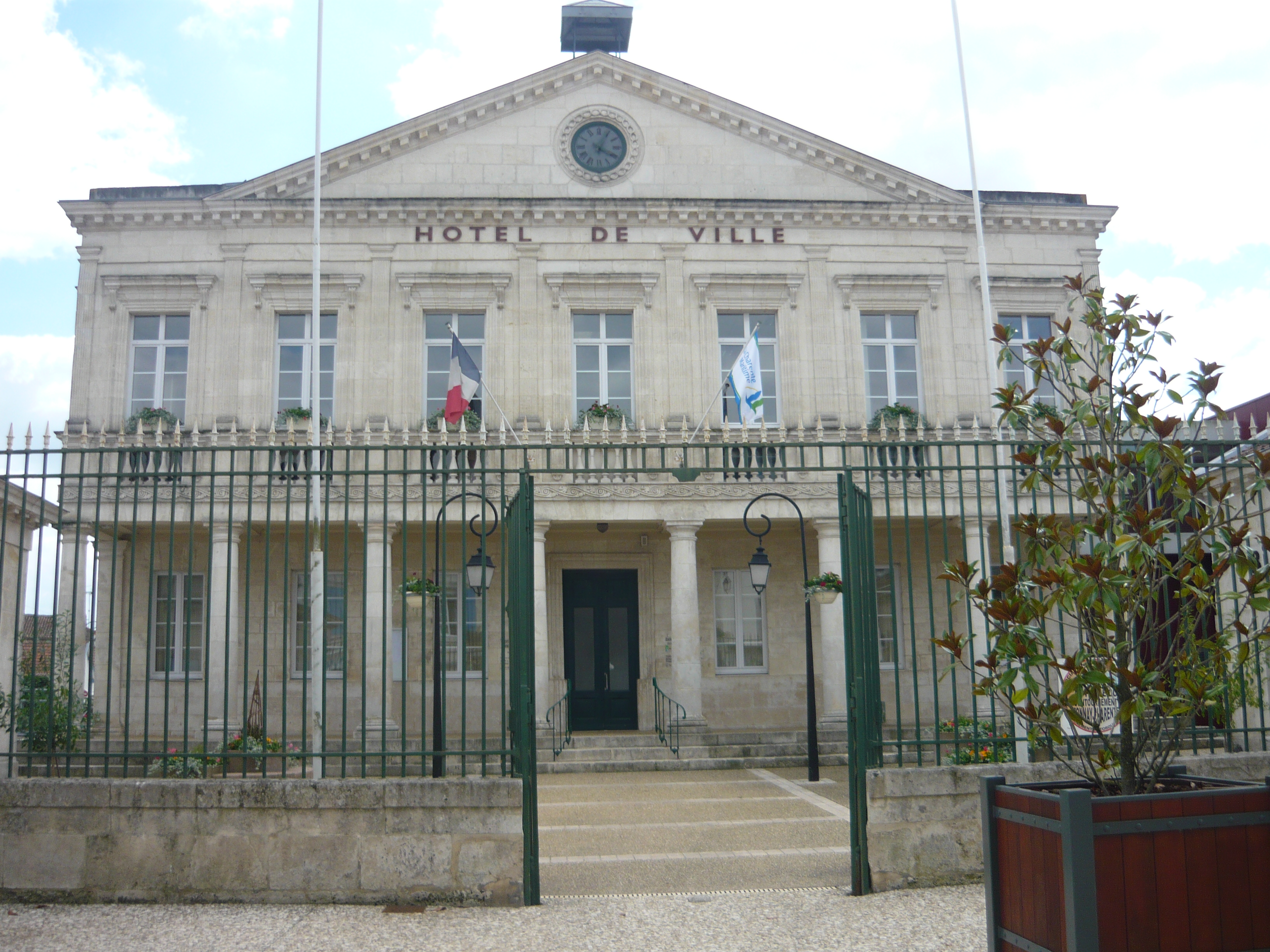
Rathaus (Hôtel de ville)

## Persönlichkeiten
- Marquise de Montespan (1640–1707), vor ihrer Ehe Mademoiselle de Tonnay-Charente genannt
- Charles Edward Jennings de Kilmaine (1751–1799), Revolutionsgeneral irischer Herkunft, verbrachte seine Jugend in Tonnay-Charente
- Louis Léon Jacob (1768–1854), Admiral und Politiker, geboren in Tonnay-Charente
- Ferdinand Joseph Arnodin (1845–1924), Ingenieur, Erbauer der Charente-Brücke in Tonnay-Charente
- Fernand Gonder (1883–1969), Stabhochspringer und Olympiasieger (1906), starb in Tonnay-Charente
- Jean-Charles Descubes (* 1940), emeritierter Erzbischof von Rouen, geboren in Tonnay-Charente
- Karim Maroc (* 1958), algerischer Fußballspieler

## Städtepartnerschaft
- Sandown, Isle of Wight, Großbritannien